# Pamela Camassa
Pamela Camassa (Prato, 22 aprile 1984) è una modella e showgirl italiana.

## Biografia
Nata nel 1984 a Prato, si è diplomata in ragioneria all'ITC Dagomari. Nel 2000 ha partecipato al film Via del Corso di Adolfo Lippi, dove ha interpretato il ruolo della protagonista insieme a Laura Chiatti e Ilaria Spada. Nell'estate del 2002 ha vinto il titolo di "Miss Mondo Italia", ottenendo la possibilità di rappresentare l'Italia a Miss Mondo 2002, possibilità a cui rinuncerà come segno di protesta verso il trattamento nei confronti delle donne del paese ospitante, la Nigeria. Nel settembre 2005 si classificò al terzo posto al concorso Miss Italia 2005, edizione poi vinta da Edelfa Chiara Masciotta.
Nella primavera 2006 esordisce in televisione, come valletta per Carlo Conti nel programma in prima serata I raccomandati su Rai 1, assieme a Laura Barriales e Natalia Bush. Nell'autunno 2006, in coppia con il ballerino Angelo Madonia, ha partecipato al talent show Ballando con le stelle e si classifica al secondo posto: nel 2007 ripete l'esperienza prendendo parte all'edizione ucraina dello stesso programma. L'inverno 2008 ha affiancato Carlo Conti nel condurre la prima edizione de I migliori anni su Rai 1 e nel successivo autunno è tra i concorrenti della terza edizione del reality show La talpa su Italia 1. Ha preso parte anche ai film Un'estate al mare (2008) di Carlo Vanzina e Cenci in Cina (2009) di Marco Limberti.
Nel 2009 ha condotto Poker for Charity su LA7. Nel 2011 torna su Rai 1 come una delle concorrenti della prima edizione Attenti a quei due - La sfida, gareggiando per Max Giusti: in seguito è stata di nuovo concorrente dello stesso programma nella seconda edizione, in onda nell'inverno 2012, condotta da Paola Perego. Nell'autunno 2012 partecipa come concorrente alla seconda edizione di Tale e quale show, il programma di Rai 1 condotto da Carlo Conti, diventando una dei personaggi-rivelazione secondo la critica e quindi ha partecipato allo spin-off torneo dei campioni e alla puntata speciale I Duetti. Nell'inverno 2013 è stata co-conduttrice della sesta edizione de I migliori anni su Rai 1, mentre nell'estate del 2014 è nel cast del programma comico-sportivo Maxinho do Brazil su Rai Sport 1. Nell'autunno 2019 partecipa (insieme al suo storico fidanzato Filippo Bisciglia) e vince la prima edizione di Amici Celebrities, programma basato sul format di Amici con persone VIP, in onda su Canale 5.

## Vita privata
È da tempo fidanzata con Filippo Bisciglia.

## Filmografia
- Via del Corso, regia di Adolfo Lippi (2000)
- Un'estate al mare, regia di Carlo Vanzina (2008)
- Cenci in Cina, regia di Marco Limberti (2009)
- I delitti del BarLume – serie TV (2016)

## Programmi televisivi
- Miss Italia 2005 (Rai 1, 2005) - concorrente
- I raccomandati (Rai 1, 2006) - valletta
- Ballando con le stelle (Rai 1, 2006) - concorrente
- I migliori anni (Rai 1, 2008, 2013) - opinionista
- La talpa (Italia 1, 2008) - concorrente
- Poker for Charity (LA7, 2009)
- Derby del cuore (Rai 2, 2011)
- Una giornata particolare a spasso con le Miss (Rai 1, 2011) - opinionista
- L'anno che verrà (Rai 1, 2011) - opinionista
- Attenti a quei due - La sfida (Rai 1, 2011, 2012) - opinionista
- Tale e quale show (Rai 1, 2012) - concorrente
- Maxinho do Brazil (Rai Sport 1, 2014) - opinionista in social room
- Selfie - Le cose cambiano (Canale 5, 2017) - giurata
- Amici Celebrities (Canale 5, 2019) - concorrente, vincitrice
- Alessandro Borghese - Celebrity Chef (TV8, 2022) - concorrente
- L'isola dei famosi 17 (Canale 5, 2023) - concorrente